# Chris Ware
Franklin Christenson Ware (Omaha, 28 dicembre 1967) è un fumettista statunitense.Tra le sue opere più note la serie Acme Novelty Library (a partire dal 1994), e i romanzi a fumetti Jimmy Corrigan, il ragazzo più in gamba sulla terra (2000), Building Stories (2012) e Rusty Brown (2019). Ha inoltre realizzato le copertine di alcuni numeri della rivista The New Yorker. È considerato dalla critica uno dei più importanti autori degli ultimi vent'anni.

## Biografia
I suoi primi lavori vennero pubblicati alla fine degli anni '80 sul quotidiano studentesco The Daily Texan. In seguito Art Spiegelman lo chiamò per collaborare a RAW, e a seguito di questa esperienza comincerà a lavorare sulla sua serie Acme Novelty Library, pubblicata da Fantagraphics Books dal 1993 fino al numero 15 (2002) e in seguito autoprodotta. In questa serie nascono tutte le opere che verranno pubblicate in volumi singoli, in alcuni casi con materiale inedito.
Oltre che alla realizzazione dei suoi lavori, Ware nel corso degli anni si è prestato all'editing e al design di alcune ristampe di strisce a fumetti come Gasoline Alley e Krazy Kat.

## Premi e riconoscimenti
Ha vinto, nel corso della sua carriera, numerosi Eisner Award e Harvey Awards. Nel 2003 ha ricevuto anche l'Alph-Art per il miglior fumetto al Festival d'Angoulême
Nel 2021 ha vinto il Premio Yellow Kid Fumetto dell'Anno con Rusty Brown al Gran Guinigi.